# 阿尔芒德·基约曼

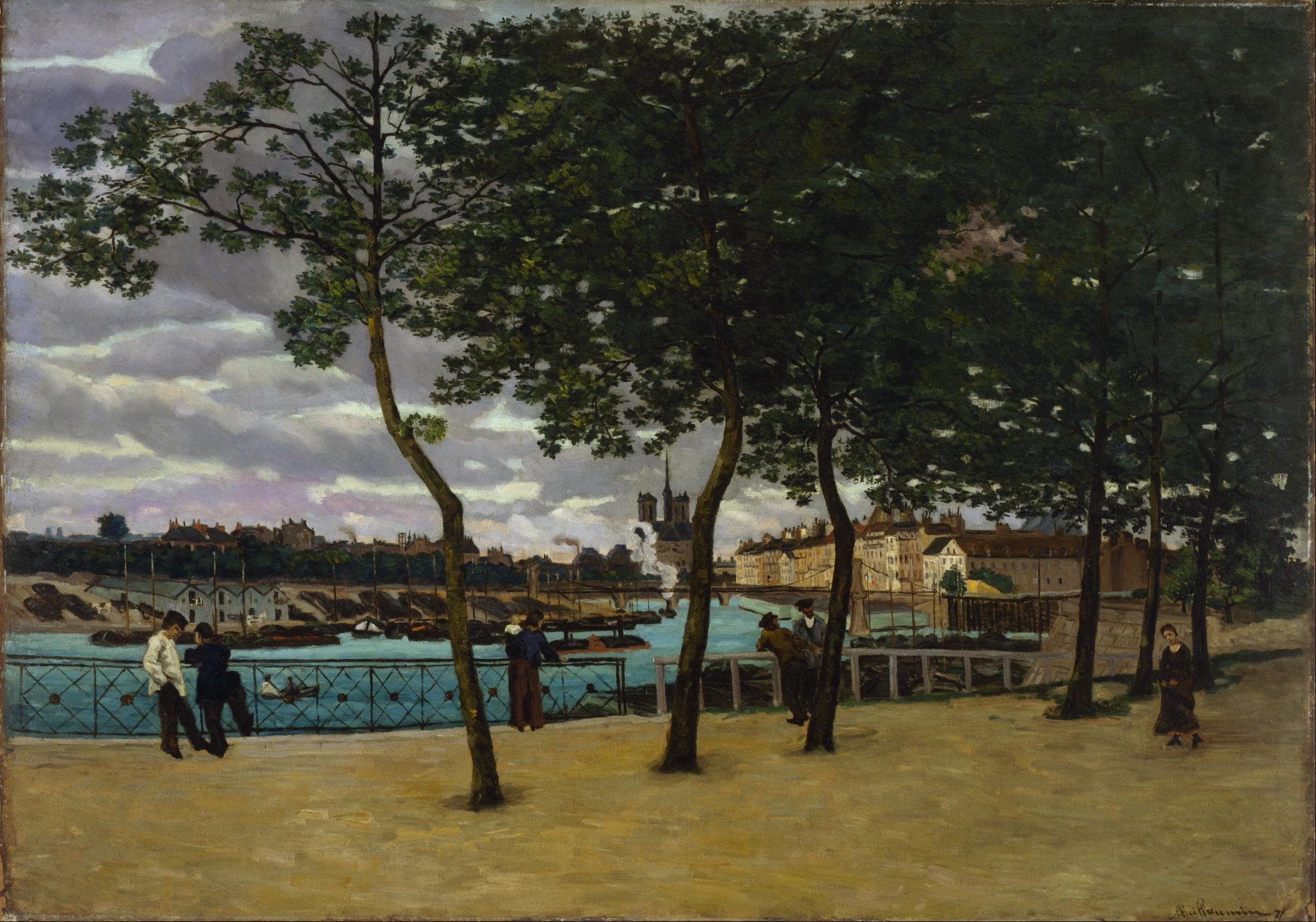
《巴黎塞纳河风景》，1871

阿尔芒德·基约曼（Armand Guillaumin 法語：[ɡijomɛ̃]；1841年2月16日—1927年6月26日）是一名法国印象派画家。

## 生平
他出生于法国巴黎，曾在法国铁路部门工作，1861年就读瑞士学院，在那里结识塞尚和毕沙罗。1863年，他的作品在落选者沙龙展出，随后又在1874、1877、1880、1881、1882和1886年参加过六次印象派的展览。
1886年，他结识了梵高的弟弟西奥·梵高，西奥帮他卖过一些画。基约曼在1891年打彩票赢了10万法郎，于是从政府辞职成为全职画家。他是克羅藏画派（École de Crozant）的领导人物，绘制过一些克羅藏的风景画。1927年，他在巴黎南部的奧利去世。